# Rupert Roth
Rupert Roth (* 19. September 1903 in Hitzendorf; † 13. April 1978 in Graz) war ein österreichischer Politiker (ÖVP). Er war von 1949 bis 1961 Abgeordneter zum Österreichischen Nationalrat.

## Leben
Roth besuchte nach der Volksschule ein humanistisches Gymnasium und begann danach ein Studium der Rechte an der Universität Graz, wobei er im Juli 1930 zum Doktor promovierte. Er absolvierte die Konsularakademie in Wien.
Er arbeitete als Beamter der Steiermärkischen Landesregierung und war Beamter im Bundeskanzleramt. Im April 1936 war Roth kurzzeitig Sekretär des Außenministers Egon Berger-Waldenegg.
Beim Anschluss Österreichs an Hitler-Deutschland wurde er 1938 aus dem Staatsdienst entlassen und wurde Angestellter der Julius Meinl AG in Wien.
Ab 1949 war Roth Vorstandsdirektor der Österreichisch-Alpine Montangesellschaft in Leoben-Donawitz, 1964 bis 1968 war er Generaldirektor.
Seit 1948 war er Ehrenmitglied der katholischen Studentenverbindung KÖStV Babenberg Graz im ÖCV.

## Politik
Politisch war Roth während der Zeit des autoritären Ständestaats ab September 1936 geschäftsführender Landessekretär der Vaterländischen Front in Kärnten, bzw. ab 1. März 1938 in der Steiermark.
In der Zweiten Republik war er als Mitglied der Landesleitung der ÖVP Steiermark und der Landesleitung des Österreichischen Wirtschaftsbundes Steiermark aktiv. Von 1946 bis 1969 war er Präsident der Kammer der gewerblichen Wirtschaft Steiermark. Er war Vizepräsident der Vereinigung Österreichischer Industrieller der Landesgruppe Steiermark. 
Er vertrat die ÖVP zwischen dem 8. November 1949 und dem 15. April 1961 im Nationalrat.